# Ulrich Eisenhardt
Ulrich Eisenhardt (* 5. Juni 1937 in Lüdenscheid) ist ein deutscher Rechtswissenschaftler, Rechtshistoriker und emeritierter Professor an der Fernuniversität Hagen.

## Werdegang
Eisenhardt studierte Rechtswissenschaften an den Universitäten Göttingen und Bonn. Nach dem Zweiten Juristischen Staatsexamen war er am Institut für Deutsche und Rheinische Rechtsgeschichte der Universität Bonn beschäftigt. Hier wurde Eisenhardt 1964 mit einer von Hermann Conrad betreuten Untersuchung zu „Aufgabenbereich und Bedeutung des kurkölnischen Hofrates in den letzten Jahren des 18. Jahrhunderts“ zum Dr. iur. promoviert. Anschließend arbeitete Eisenhardt bei Hermann Conrad an seiner Habilitationsschrift zum Thema „Die kaiserliche Aufsicht über Buchdruck, Buchhandel und Presse im Heiligen Römischen Reich deutscher Nation 1496–1806“, mit der er sich 1970 habilitierte.
Nach Lehrstuhlvertretungen an der Universität des Saarlandes und der Universität München wurde Eisenhardt 1972 wissenschaftlicher Rat und Professor an der Universität Bonn. Zum 1. April 1975 erhielt er einen Ruf an die neu gegründete Fernuniversität Hagen, als deren erster Professor er ernannt wurde. Er übernahm den Lehrbereich Bürgerliches Recht und Unternehmensrecht, dem er bis zu seiner Emeritierung im Juli 2002 vorstand. Er ist Mitglied der Vereinigung für Verfassungsgeschichte.

## Ehrungen
2006 wurde Eisenhardt die Ehrendoktorwürde der Panteion-Universität Athen verliehen.

## Veröffentlichungen (Auswahl)
- mit Ulrich Wackerbarth: Recht der Personengesellschaften. Mit Grundzügen des GmbH- und des Aktienrechts, 16. Auflage, C.F. Müller, Heidelberg 2016, ISBN 978-3-8114-9420-6.
- Einführung in das Bürgerliche Recht. Ein Studien- und Übungsbuch. 1. Auflage 1977. 7. Auflage. Facultas, Wien 2018, ISBN 978-3-8252-2441-7.
- Gesellschaftsrecht. 1. Auflage 1978. 14. Auflage. C.H. Beck, München 2009, ISBN 978-3-406-58984-3.
- Deutsche Rechtsgeschichte. 1. Auflage 1984. 6. Auflage. C.H. Beck, München 2013, ISBN 978-3-406-58090-1.